# Говернадор-Валадарис (микрорегион)

Говернадор-Валадарис на карте.

Говернадор-Валадарис (порт. Microrregião de Governador Valadares) — микрорегион в Бразилии, входит в штат Минас-Жерайс. Составная часть мезорегиона Вали-ду-Риу-Доси. Население составляет 	415 696	 человек (на 2010 год). Площадь — 	11 325,090	 км². Плотность населения — 	36,71	 чел./км².

## Демография
Согласно сведениям, собранным в ходе переписи 2010 г. Национальным институтом географии и статистики (IBGE), население микрорегиона составляет:						
| Полное население                             | Полное население                             | Полное население                             | Полное население                             | 415 696 |
| -------------------------------------------- | -------------------------------------------- | -------------------------------------------- | -------------------------------------------- | ------- |
| в том числе:                                 | Городское население                          | 359 314                                      | Процент городского населения, %              | 86,44   |
|                                              | Сельское население                           | 56 382                                       | Процент сельского населения, %               | 13,56   |
|                                              | Мужское население                            | 200 283                                      | Процент мужского населения, %                | 48,18   |
|                                              | Женское население                            | 215 413                                      | Процент женского населения, %                | 51,82   |
| Плотность населения, чел/км²                 | Плотность населения, чел/км²                 | Плотность населения, чел/км²                 | Плотность населения, чел/км²                 | 36,71   |
| Население микрорегиона в % к населению штата | Население микрорегиона в % к населению штата | Население микрорегиона в % к населению штата | Население микрорегиона в % к населению штата | 2,12    |

## Статистика
- Валовой внутренний продукт на 2003 год составляет 1 923 078 049,00 реалов (данные: Бразильский институт географии и статистики).
- Валовой внутренний продукт на душу населения на 2003 год составляет 4785,56 реалов (данные: Бразильский институт географии и статистики).
- Индекс развития человеческого потенциала на 2000 год составляет 0,736 (данные: Программа развития ООН).

## Состав микрорегиона
В составе микрорегиона включены следующие муниципалитеты:
1. Алперката
2. Кампанариу
3. Капитан-Андради
4. Короаси
5. Дивину-дас-Ларанжейрас
6. Энженьейру-Калдас
7. Фернандис-Торинью
8. Фрей-Иносенсиу
9. Галилея
10. Говернадор-Валадарис
11. Итамбакури
12. Итаньоми
13. Жампрука
14. Марилак
15. Матиас-Лобату
16. Насип-Райдан
17. Нова-Модика
18. Пескадор
19. Собралия
20. Сан-Жералду-да-Пьедади
21. Сан-Жералду-ду-Байшиу
22. Сан-Жозе-да-Сафира
23. Сан-Жозе-ду-Дивину
24. Тумиритинга
25. Вирголандия